# فلورین نایهویس
فلوخین نایهویس (آلمانی: Florian Neuhaus؛ زادهٔ ۱۶ مارس ۱۹۹۷) بازیکن فوتبال اهل آلمان است.
از باشگاه‌هایی که در آن بازی کرده‌است می‌توان به باشگاه فورتونا دوسلدورف اشاره کرد.
وی همچنین در تیم‌های ملی فوتبال زیر ۲۰ سال آلمان و زیر ۲۱ سال آلمان و تیم ملی آلمان بازی کرده‌است.